# Libertinia
Libertinia is een plaats (frazione) in de Italiaanse gemeente Ramacca.